# Beskøjt
En beskøjt (latin nauticus panis, panis nauticus, panis militaris) er en simpel, kompakt og meget hård kiks eller brød, lavet af mel, vand og nogle gange husholdningssalt. De er billige og langtidsholdbare og anvendes som mad i fraværet af fordærvelig mad. I gamle dage var beskøjter almindelige spise på lange rejser, på skibe og som en del af soldaters feltration. En beskøjt kaldes også skibskavring, skonrog, skibskiks, skibsbrød og skibstvebak. Grundet beskøjters store hårdhed fik de mange øgenavne på mange sprog bl.a. pløkker og tagsten.
Beskøjter blev i gamle dage typisk bagt to gange for at drive så meget fugt ud som muligt, så beskøjterne kunne holde længere.
Den eneste næring i beskøjter er melets proteiner og stivelse. Der er stort set ingen vitaminer i beskøjter, hvilket betød, at mennesker som alene fik beskøjter gennem længere tid, kom til at lide af vitaminmangel, som viste sig som skørbug (C-vitamin-mangel).
Der spises i dag mange skibskiks i Grønland. Virksomheden Kjeldsen Bisca A/S leverede omkring år 2000 årligt 70 tons skibskiks til Grønland.

## Etymologi
Beskøjt er en fordanskning af det franske ord biscuit. Biscuit der igen stammer fra latin bis coctus, "bagt to gange".